# ویلی کامبولا
ویلی کامبولا (انگلیسی: Willy Kambwala؛ زادهٔ ۲۵ اوت ۲۰۰۴) بازیکن فوتبال اهل جمهوری دموکراتیک کنگو است که در حال حاضر برای باشگاه فوتبال منچستر یونایتد بازی می‌کند. 
وی همچنین در تیم ملی فوتبال زیر ۱۶ سال فرانسه بازی کرده‌است.

## زندگی شخصی
وی در کینشاسا، جمهوری دموکراتیک کنگو متولد شد اما در ۵ سالگی با خانواده‌اش به فرانسه مهاجرت کرد و در لزولی، اسون رشد کرد.
او در اولین گام حرفه‌ای به باشگاه ورزشی لزولی پیوست و در ادامه راهی باشگاه فوتبال سوشو و بعدتر منچستر یونایتد شد.

## دوران باشگاهی

### منچستر یونایتد
او در اکتبر ۲۰۲۱ با منچستریونایتد قراردادی حرفه ای امضا کرد. کامبولا اولین بازی خود را برای بزرگسالان برای یونایتد در دسامبر ۲۰۲۳ در یک بازی لیگ برتر فوتبال انگلستان مقابل باشگاه فوتبال وستهام یونایتد انجام داد.

## دوران ملی
کامبولا واجد شرایط بازی برای تیم‌های ملی فوتبال فرانسه و جمهوری دموکراتیک کنگو است. او کاپیتان تیم ملی فوتبال زیر ۱۶ سال فرانسه بوده‌است.